# Mario Tennis: Ultra Smash
Mario Tennis: Ultra Smash (マリオテニス：ウルトラスマッシュ?, Mario Tenisu: Urutora Sumasshu) è il settimo gioco della serie di giochi sportivi Mario Tennis uscito per la piattaforma Nintendo Wii U il 20 novembre 2015 in tutto il mondo. Oltre alle caratteristiche dei precedenti giochi della serie, Ultra Smash fa sì che i giocatori possano diventare giganti grazie al Megafungo. Inoltre è il primo gioco della serie ad usufruire degli amiibo.

## Personaggi
Grazie al lettore NFC della console, si potranno scannerizzare gli Amiibo di alcuni personaggi.
Scannerizzandoli, potremmo usarli per giocare nella "Scalata dei Campioni" e li potremo allenare per farli diventare sempre più potenti.
| Personaggio                 | Abilità     | Amiibo Compatibile |
| --------------------------- | ----------- | ------------------ |
| Mario                       | Versatilità | Si                 |
| Luigi                       | Versatilità | Si                 |
| Yoshi                       | Velocità    | Si                 |
| Peach                       | Tecnica     | Si                 |
| Daisy                       | Versatilità | No                 |
| Rosalinda                   | Potenza     | No                 |
| Toad                        | Velocità    | Si                 |
| Bowser                      | Potenza     | Si                 |
| Boo                         | Astuzia     | No                 |
| Bowser Junior (sbloccabile) | Astuzia     | No                 |
| Donkey Kong                 | Potenza     | No                 |
| Wario                       | Potenza     | No                 |
| Waluigi                     | Difesa      | No                 |
| Skelobowser (sbloccabile)   | Difesa      | No                 |
| Toadette (sbloccabile)      | Astuzia     | No                 |
| Princifata (sbloccabile)    | Tecnica     | No                 |

## Modalità di gioco
Il gameplay di Mario Tennis: Ultra Smash riprende la stessa peculiarità degli altri capitoli della serie: ogni giocatore dovrà segnare un punto nel campo avversario rafforzando i propri colpi in base al supporto di diverse piattaforme che compaiono sul suolo. Tuttavia le uniche differenze con gli altri giochi stanno sulla possibilità di effettuare un salto sopra la piattaforma in questione e soprattutto sull'uso dei Megafunghi che, lanciati in campo dai Toad, consentiranno al giocatore o all'avversario di ingigantirsi ed essere più potente attraverso attacchi speciali. In tutto le modalità di gioco sono 5:
- Megasfide: nuova modalità in cui il giocatore avrà la possibilità di giocare in gruppo o in singolo una partita, durante la quale potranno essere usati anche i Megafunghi.
- Tennis classico: simile a Megasfide, ma con l'eccezione dell'utilizzo dei Megafunghi.
- Scalata dei campioni: modalità in cui il giocatore affronterà tutti i personaggi del gioco.
- Megapalleggi: minigioco speciale in cui si faranno con uno sfidante dei palleggi di una palla ingigantita. Ogni battuta corrisponde ad un punto e la partita finirà se la palla oltrepassa il campo di un personaggio sia in caso di vittoria che di sconfitta.
- Sfide online: i giocatori avranno la possibilità di sfidarsi online.

## Accoglienza
| Testata               | Giudizio |
| --------------------- | -------- |
| Metacritic (media al) | 58/100   |
| Destructoid           | 5,5/10   |
| Eurogamer             | [ 5 ]    |
| Game Informer         | 6,75/10  |
| Game Revolution       | 3/5      |
| GameSpot              | 6/10     |
| GamesRadar+           | 3/5      |
| GameTrailers          | 5,7/10   |
| IGN                   | 4,8/10   |
| Nintendo Life         | 5/10     |
| Nintendo World Report | 3,5/10   |

Ultra Smash ha ricevuto recensioni tiepide, come riportato dall'aggregatore di recensioni di videogiochi Metacritic.
Marty Sliva di IGN ha dato al gioco 4,8 su 10, definendolo "un'aggiunta scarna e poco brillante alle avventure sportive di Mario". Lo ha anche paragonato in modo sfavorevole ai suoi predecessori affermando "che Mario Power Tennis sul GameCube sia riuscito a includere più personaggi, più modalità interessanti e percorsi variegati dieci anni fa è un po' offensivo". Scott Butterworth di GameSpot ha criticato allo stesso modo la mancanza di modalità di gioco e modi alternativi di giocare. Daan Koopman di Nintendo World Report ha criticato aspramente il gioco per avere "solo uno stadio, opzioni online limitate e meno funzionalità rispetto ai precedenti 2 titoli."